# Високе (Хвастовицький район)
Високе (рос. Высокое) — присілок в Хвастовицькому районі Калузької області Російської Федерації.
Населення становить 17 осіб. Входить до складу муніципального утворення Село Колодяси.

## Історія
Від 2004 року входить до складу муніципального утворення Село Колодяси

## Населення
| 2002 | 2010 |
| ---- | ---- |
| 29   | ↘17  |